# Episodi di Cheyenne (sesta stagione)
La sesta stagione della serie televisiva Cheyenne è andata in onda negli Stati Uniti dal 25 settembre 1961 al 23 aprile 1962 sulla ABC.
| nº | Titolo originale      | Prima TV USA      | Titolo italiano | Prima TV Italia |
| -- | --------------------- | ----------------- | --------------- | --------------- |
| 1  | Winchester Quarantine | 25 settembre 1961 |                 |                 |
| 2  | Trouble Street        | 2 ottobre 1961    |                 |                 |
| 3  | Cross Purpose         | 9 ottobre 1961    |                 |                 |
| 4  | The Young Fugitives   | 23 ottobre 1961   |                 |                 |
| 5  | Day's Pay             | 30 dicembre 1961  |                 |                 |
| 6  | Retaliation           | 13 novembre 1961  |                 |                 |
| 7  | Storm Center          | 20 novembre 1961  |                 |                 |
| 8  | Legacy of the Lost    | 4 dicembre 1961   |                 |                 |
| 9  | The Brahma Bull       | 11 dicembre 1961  |                 |                 |
| 10 | The Wedding Rings     | 8 gennaio 1962    |                 |                 |
| 11 | The Idol              | 29 gennaio 1962   |                 |                 |
| 12 | One Way Ticket        | 12 febbraio 1962  |                 |                 |
| 13 | The Bad Penny         | 17 dicembre 1961  |                 |                 |
| 14 | A Man Called Ragan    | 23 aprile 1962    |                 |                 |

## Winchester Quarantine
- Prima televisiva: 25 settembre 1961

### Trama
- Guest star: John A. Alonzo (Rico), Steve Brodie (Steve Maclay), Robert Carson (Jack Ballister), Susan Cummings (Helen Ransom), Ross Elliott (Ernie Ransom), William Fawcett (zio Rufe), Terry Frost (Charley), Clyde Howdy (Reese), I. Stanford Jolley (Smokey), Rory Mallinson (Burt), Denver Pyle (Nate Weyland), Tom Kennedy (barista), Dan White (sceriffo)

## Trouble Street
- Prima televisiva: 2 ottobre 1961

### Trama
- Guest star: Ahna Capri (Mary Randall), James Coburn (vice sceriffo Kell), Tom Drake (Randall), Patrick McVey (Marshal Bailey), Mala Powers (Sharon Colton), Gilman Rankin (Price), Richard Reeves (guardia), K.L. Smith (Mears), Ken Strange (Griff), Frank Sully (inserviente al bancone), Lee Van Cleef (vice sceriffo Braden), Roy Wright (Nolan)

## Cross Purpose
- Prima televisiva: 9 ottobre 1961

### Trama
- Guest star: Walter Brooke (Edward DeVier), Francis De Sales (Surgeon-Major Sam Cantell), Frank DeKova (Spotted Bull), Michael Forest (capitano Robert Holman), Frank Gerstle (Hammond), I. Stanford Jolley (caporale McCauley), Joyce Meadows (Madaline DeVier), Dick Rich (Starbuck), Edmon Ryan (colonnello Henry Bedlow), Mickey Simpson (Renant), Art Stewart (Morse), Richard Tatro (tenente Cole), John Zaccaro (Fels), Sam Flint (Reverend), Clyde Howdy (sergente)

## The Young Fugitives
- Prima televisiva: 23 ottobre 1961

### Trama
- Guest star: Trevor Bardette (Lige Crawford), Anne Whitfield (Nita), Richard Evans (Gilby Collins), Dayton Lummis (Frank Collins), Don Haggerty (Sam Kinsey), Paul Langton (Clairmont Sheriff), Richard Rogers (Alfred Crawford), Edward Knight (Pat Kinsey), Barry Cahill (Ransom), Charles Tannen (Perkins), Lane Chandler (Proudhomme), Fred Carson (Circus Patron), Chuck Hicks (Circus Patron), Clyde Howdy (Cauldwell), Dale Van Sickel (Posse Member), Sailor Vincent (barista)

## Day's Pay
- Prima televisiva: 30 dicembre 1961

### Trama
- Guest star: Rodolfo Acosta (Luis Boladas), Trevor Bardette (Clem McCracken), Jim Boles (Dalton), Ellen Burstyn (Emmy Mae), John Durren (Phil McCracken), Joseph Gallison (Billy Fipps), Tom Gilson (Claude McCracken), John Rayner (Augie McCracken), Willard Waterman (Purdie), Duane Grey (Ben Fipps), Harry Harvey (sindaco Squires), Clyde Howdy (impiegato dell'hotel)

## Retaliation
- Prima televisiva: 13 novembre 1961

### Trama
- Guest star: John Anderson (Thackeray Smith / Col John Nathan Thomas), Angela Austin (Lou Taylor), Kevin Brodie (Bart Ainslie), Jason Evers (Andy Clark), Percy Helton (Matthew Beasely), William Lally (Chester), Richard Monahan (Tom), Jimmy Murphy (Robinson), John Rodney (Deputy Maxon), Jake Sheffield (Evans), Randy Stuart (Cora Ainslie), Kelly Thordsen (Brown), Guy Wilkerson (Undertaker), Clyde Howdy (cittadino)

## Storm Center
- Prima televisiva: 20 novembre 1961

### Trama
- Guest star: Robert Crawford Jr. (Frank Garcia), Gayla Graves (Kate), Dorothy Green (Lily Mae Nelson), Jack Hogan (Garson), Don Megowan (Matt Nelson), George Petrie (Prison Warden), Richard Reeves (Hendricks), Simon Scott (sceriffo Riley), Harry Shannon (padre Paul), Mario Siletti (Pepe), Robert Winston (Joe), Fred Carson (rapinatore di banche)

## Legacy of the Lost
- Prima televisiva: 4 dicembre 1961

### Trama
- Guest star: Jolene Brand (Lorna Abbot), X Brands (Indian Messenger), Peter Breck (James Abbot), Richard Hale (White Cloud), James Hong (Suchin), Rusty Wescoatt (Benton), Peter Whitney (Lionel Abbot), William Windom (Dennis Carter), Fred Carson (Cheyenne Indian), Clyde Howdy (negoziante)

## The Brahma Bull
- Prima televisiva: 11 dicembre 1961

### Trama
- Guest star: Suzi Carnell (Lucy Dunbarton), John Cliff (Walt Hawker), John Daheim (Pike), Tommy Farrell (Dooley Wade), Kevin Hagen (Joseph Moran), Clyde Howdy (Sam Varney), John Milford (Floyd Pillow), Owen Orr (Harrison Hawker), William Reynolds (John Butler / Johnny B. Tremayne), George Wallace (Blaney Hawker), Emile Avery (frequentatore bar), Fred Carson (passante), Charles Fredericks (barista), Tom London (Old-Timer)

## The Wedding Rings
- Prima televisiva: 8 gennaio 1962

### Trama
- Guest star: Roberto Contreras (Ortega), Margarita Cordova (Alita), Raoul De Leon (Don Ignacio), Pedro Gonzalez Gonzalez (Pepe Rodriguez), Miguel Ángel Landa (Esteban), Ana Maria Majalca (Mariquita), Nestor Paiva (The Padre), Harold J. Stone (Perez), Fred Carson (Don Bernardo Rodriquez), Cyril Delevanti (dottore)

## The Idol
- Prima televisiva: 29 gennaio 1962

### Trama
- Guest star: Jean Byron (Deborah Morse), Craig Duncan (Daws Kirby), Leo Gordon (Greg Kirby), Billy M. Greene (Joe The Bartender), Roger Mobley (Gabe Morse), Jeff Morrow (Ben Shelby), Tommy Nello (The Barber), Don Wilbanks (Gene Kirby), Robert Williams (Clem Peters), Clyde Howdy (cittadino), Rod McGaughy (frequentatore bar), Zon Murray (Red), William H. O'Brien (barista), Jack Tornek (passante), Henry Wills (Jim - Stage Driver)

## One Way Ticket
- Prima televisiva: 12 febbraio 1962

### Trama
- Guest star: Maureen Leeds (Laura Barrington), Judson Pratt (Vince Harper), Ronnie Dapo (Roy Barrington), Charles Irving (Orville C. Jones), Lillian Bronson (Mrs. Frazier), Harry Harvey (Wilbur Crane), Roxanne Arlen (Flo Gibson), Robert Anderson (John C. Warren), K.L. Smith (Morgan), Philip Carey (Cole Younger), Fred Carson (Younger Gang Member), Clyde Howdy (Younger Gang Member), Mike Lally (passeggero del treno)

## The Bad Penny
- Prima televisiva: 17 dicembre 1961

### Trama
- Guest star: Susan Seaforth Hayes (Penelope Piper / Mary Reagan), Richard Webb (Clay McConnell), Robert Hogan (Billy Hay), Carol Nicholson (Nancy McConnell), Don Haggerty (Tod Kimball), Jeff DeBenning (sceriffo Tim Lyons), Richard Collier (Syme), Maurice Manson (giudice Stone), Kem Dibbs (Neal Fuller), Bill Idelson (impiegato dell'hotel), Duane Grey (Buck), Emile Avery (conducente della diligenza), Mike Lally (spettatore della corte)

## A Man Called Ragan
- Prima televisiva: 23 aprile 1962

### Trama
- Guest star: Larry Ward (Marshal Frank Ragan), Chad Everett (Deputy Del Stark), Jack Elam (Deputy J.D. Smith), Michael Greene (Deputy Vance Porter), Norman Alden (Paul Thomas), Jeanne Cooper (Marti Stevens), Arch Johnson (Ben Stark), Don Kelly (Walter), Lee Van Cleef (Larry Jackson)